# Diocese de Mogi das Cruzes

Província Eclesiástica de São Paulo.

A Diocese de Mogi das Cruzes (Dioecesis Crucismogiensis) é uma divisão territorial da Igreja Católica no Estado de São Paulo. Sua sé fica no município de Mogi das Cruzes, na Catedral de Sant'Anna. Foi criada em 9 de junho de 1962, pela Bula Quo Christiana do Papa João XXIII, desmembrando território das dioceses de Taubaté e São Paulo.
O território da diocese estende-se pelos municípios paulistas de Poá, Ferraz de Vasconcelos, Itaquaquecetuba, Suzano, Mogi das Cruzes, Salesópolis, Arujá, Santa Isabel, Guararema e Biritiba Mirim.

## História
- A Catedral de Sant'Anna foi fundada em 1902, como a primeira capela católica do povoado.
- 9 de junho de 1962: Constituída como Diocese de Mogi das Cruzes da Arquidiocese de São Paulo e Diocese de Taubaté.
- Perdeu território em 30 de janeiro de 1981 para estabelecer a Diocese de Guarulhos.

## Divisão territorial
Em 2017 havia na diocese 79 paróquias e 126 padres, entre seculares e religiosos.

## Bispos
|        | Nome                                      | Período    | Notas                         |
| Bispos | Bispos                                    | Bispos     | Bispos                        |
| ------ | ----------------------------------------- | ---------- | ----------------------------- |
| 5º     | Pedro Luiz Stringhini                     | 2012–atual |                               |
| 4º     | Airton José dos Santos                    | 2004–2012  | Nomeado Arcebispo de Campinas |
| 3º     | Paulo Antonino Mascarenhas Roxo, O. Præm. | 1989-2004  | Faleceu em 2022               |
| 2º     | Emílio Pignoli                            | 1976–1989  | Nomeado Bispo de Campo Limpo  |
| 1º     | Paulo Rolim Loureiro                      | 1962–1975  | Faleceu em acidente de carro  |